# Roberto Lonardo
Roberto Lonardo (1943) è un ex calciatore uruguaiano.

## Carriera
Uruguaiano, dopo aver giocato in patria con il Danubio ed in Messico con il Necaxa, si trasferì negli Stati Uniti d'America militò nei Kansas City Spurs, società con cui non superò, nell'unica stagione di militanza, la 1970, il girone della Northern Division.
L'anno seguente passa al Rochester Lancers, con cui raggiunse, nelle prime due stagioni di militanza, 1971 e 1972, le semifinali della NASL. Con i Lancers partecipa alla CONCACAF Champions' Cup 1971, unica franchigia della NASL a partecipare alla massima competizione nordamericana per club: chiuse la coppa al quarto posto della fase finale del torneo.